# Retoriek
Retoriek is de beeldspraak die gebruikmaakt van clichés en bombastisch taalgebruik.
Oorspronkelijk was het synoniem met retorica, maar later is het verworden tot een negatieve verwijzing naar holle frasen, waarbij breed wordt gesproken, maar weinig wordt gezegd. Er wordt dan ook wel gesproken van holle retoriek.